# Contea di Floyd (Kentucky)
La contea di Floyd (in inglese Floyd County) è una suddivisione amministrativa dello Stato del Kentucky, negli Stati Uniti. La popolazione al censimento del 2000 era di 42 441 abitanti. Il capoluogo di contea è Prestonsburg.

## Storia
La contea di Floyd è nata il 13 dicembre 1799, quando l'assemblea generale dello Stato del Kentucky approvò una legge col la quale si scorporavano dei territori dalle contee di Fleming, Montgomery e Mason, allo scopo di riunirle e formare la quarantesima contea statale, battezzandola in onore del pioniere James John Floyd; ufficialmente la legge entrò in vigore il 1º giugno 1800. Prestonsburg, principale città della contea, fu una roccaforte confederata durante la guerra civile; nei suoi dintorni si svolsero due combattimenti: la battaglia di Ivy Mountain (8 novembre 1861) e la battaglia di Middle Creek (10 gennaio 1862), entrambe vinte dall'esercito unionista.